# У полоні стихії
У полоні стихії (англ. Adrift) — американський романтичний фільм-катастрофа 2018 року режисера Балтасара Кормакура. Стрічку знято на основі реальних подій, що сталися у 1983 році під час урагану «Реймонд».

## Сюжет
Випадкова зустріч Темі і Річарда на Таїті стала початком великого кохання. Молоді і вільні, вони вирушають в подорож Тихим океаном на розкішній яхті. Здавалося, що це буде чудова пригода, але несподівано судно наздоганяє один з найпотужніших ураганів в історії. Тепер їхнє життя і майбутнє - у полоні стихії.

## У ролях
| Актор           | Роль             |
| --------------- | ---------------- |
| Шейлін Вудлі    | Темі Олдгем      |
| Сем Клафлін     | Річард Шарп      |
| Джеффрі Томас   | Пітер Кромптон   |
| Елізабет Готорн | Крістін Кромптон |
| Грейс Палмер    | Деб              |